# Лисицкий, Виктор Иванович
Виктор Иванович Лисицкий (6 августа 1945, Шарк (Ошская область), Киргизская ССР, СССР) — советский и украинский государственный деятель, Правительственный секретарь Кабинета министров Украины в правительстве Виктора Ющенко с 1999 по 2001 год.
Кандидат экономических наук.

## Биография
Родился 6 августа 1945 года в поселке Шарк (Ошской области), Киргизской ССР.
В 1949 году его семья вернулась на Украину в город Николаев.
Учился в Николаевском судостроительном техникуме.
В 1973 окончил Николаевский кораблестроительный институт имени адмирала Макарова по специальности «Инженер-механик», а 1981 году — аспирантуру НИИ цен при Совете Министров СССР.
Более 26 лет проработал на предприятиях судостроительной промышленности СССР. Прошел путь от слесаря до заместителя генерального директора по экономике Черноморского судостроительного завода. На последней должности в 1989 году был избран народным депутатом СССР под знаменем радикального расширения самостоятельности предприятий от Заводского территориального избирательного округа № 494 Николаевской области.
Был членом Комитета Верховного Совета СССР по вопросам экономической реформы.
c 1992 года работал в аппарате Администрации Президента Украины Леонида Кравчука.
В 1995-99 гг. — руководитель группы советников Главы Нацбанка Украины Виктора Ющенко.
После назначения в 1999 году Виктора Ющенко Премьер-министром Украины стал Правительственным секретарем Кабинета Министров Украины.
C 2002 советник Председателя правления крупнейшего украинского частного банка — «Приватбанка». с 2015 года — член Наблюдательного совета «Приватбанка».
Президент Ассоциации судостроителей Украины «Укрсудпром».

## Семья
- Супруга — Ирина. Двое сыновей, трое внуков.[1]